# Ber (Mali)
Ber es una villa y comunidad dentro del círculo de Timbuktu en la región de Tombuctú en Malí. La villa se sitúa a ocho kilómetros al norte del Río Níger y a 53 kilómetros de Timbuktu. Según el censo de 2009, la comunidad posee una población total de 9128 personas. El territorio consiste básicamente en dunas de arena y se extiende 35 280 km².